# Luigi Berzolari

Luigi Berzolari

Luigi Berzolari (Napoli, 1º maggio 1863 – Pavia, 10 dicembre 1949) è stato un matematico italiano.

## Biografia
Studiò all'Università degli Studi di Pavia con Eugenio Bertini e qui nel 1884 si laureò in Matematica. Successivamente per vari anni fu assistente di Bertini all'Università di Pavia e insegnante nei Licei di Pavia e Vigevano. Nel 1893 fu nominato straordinario di Geometria proiettiva e descrittiva nell'Università degli Studi di Torino. Nel 1899 si trasferì all'Università di Pavia come ordinario di Algebra e Geometria analitica. A Pavia rimase fino al 1935, con l'eccezione dell'anno accademico 1924-1925 trascorso a insegnare nell'Università degli Studi di Milano. A Pavia divenne Preside di facoltà e Rettore.
Oltre a giurare fedeltà al fascismo, nel Dicembre 1938 fece votare, in quanto presidente dell'Unione Matematica Italiana, un comunicato nel quale, tra l'altro, si affermava:  "La scuola matematica italiana, che ha acquistato vasta rinomanza in tutto il mondo scientifico, è quasi totalmente creazione di scienziati di razza italica (ariana)... Essa, anche dopo le eliminazioni di alcuni cultori di razza ebraica, ha conservato scienziati che, per numero e qualità, bastano a mantenere elevatissimo, di fronte all'estero, il tono della scienza matematica italiana."
Egli fu un attivo organizzatore di attività matematiche e fu eletto anche presidente dell'Unione matematica italiana (UMI) e della Mathesis. Fu socio dell'Accademia Nazionale dei Lincei (ANL) e presidente dell'Istituto Lombardo Accademia di Scienze e Lettere.
Con Vivanti e Duilio Gigli fu promotore e coordinatore del progetto enciclopedico Enciclopedia delle Matematiche elementari e complementi, pubblicato a Milano in 7 volumi dall'editore Hoepli (prima ed. 1943-1953, varie ristampe anastatiche successive). Per questa enciclopedia scrisse i capitoli: Calcolo combinatorio – Elementi della teoria dei gruppi – Determinanti – Equazioni lineari – Sostituzioni lineari, forme lineari, bilineari, quadratiche.
Le sue ricerche hanno riguardato essenzialmente la geometria algebrica, la teoria delle forme e la geometria proiettivo-differenziale.
Tra i suoi allievi va menzionato Luigi Brusotti. Parte della sua raccolta libraria fu donata alla biblioteca del Collegio Ghislieri.